# Uwe Freiler
Uwe Freiler (* 2. Mai 1966 in Limbach) ist ein ehemaliger deutscher Fußballspieler und heutiger -trainer.

## Spielerkarriere
Uwe Freiler begann beim FC Palatia Limbach mit dem Vereinsfußball. Von der C-Jugend bis zur A-Jugend wurde Freiler in die Saarauswahl berufen und gewann 1981 in der B-Jugend mit seiner Mannschaft den Saarlandpokal. Bei einem A-Jugend-Spiel gegen den renommierten FC 08 Homburg wurde er vom dortigen Trainer entdeckt. Freiler, der zuletzt auch für die erste Mannschaft von Limbach aufgelaufen war und dort zehn Tore in fünf Spielen erzielt hatte, wechselte 1983 nach Homburg, wo er zunächst in der A-Jugend und in der zweiten Mannschaft spielte, aber bereits bei der ersten Mannschaft mittrainierte und schon bald dort auch zu Einsätzen in der Oberliga kam. Am Ende der Saison stand der Aufstieg in die 2. Bundesliga. Dort war Freiler sogleich Stammspieler und erzielte in seiner ersten Profisaison zehn Tore. 1986 stieg er mit Homburg in die Bundesliga auf.
Nach dem Abstieg des FCH aus der Bundesliga wechselte er zur Saison 1988/89 zum SV Waldhof Mannheim, der ebenfalls in der Bundesliga spielte. Besonders machte Freiler im zweiten Halbjahr 1989 als Torjäger auf sich aufmerksam und stand im Winter in der Bundesliga-Torschützenliste mit neun Toren an dritter Stelle hinter Jørn Andersen und Stefan Kuntz. Als sich Freiler in fortgeschrittenen Vertragsverhandlungen mit Borussia Dortmund befand, erlitt er am 21. April 1990 einen Kreuzbandriss, nach dem er erst wieder zu Beginn der Saison 1991/92 zum Einsatz kam und beim SV Waldhof, der inzwischen in die zweite Liga abgestiegen war, blieb. In den Jahren nach seinem Kreuzbandriss wurde er insgesamt vier Mal nachoperiert. 1993 wechselte er zurück zum FC Homburg (2. Bundesliga) und spielte später noch beim FK Pirmasens, ehe er Spielertrainer bei seinem Heimatverein Palatia Limbach wurde.

## Trainerkarriere
Von 1996 bis 2002, 2006 und von 2008 bis 2011 war Freiler Trainer der ersten Mannschaft seines Heimatvereins FC Palatia Limbach. Sein größter Erfolg als Trainer war der Aufstieg in die Verbandsliga im Jahr 2002. Seit einigen Jahren ist er Trainer der U-19-Mannschaft.

## Sonstiges
Uwe Freiler ist Handelsvertreter für Fachliteratur. Anlässlich des 50-jährigen Jubiläums der Bundesliga wurde Freiler 2013 in eine „Saarland-Jubiläums-Elf“ gewählt. Zur Wahl, die von dem Ellenfeld e.V. und dem Saarpark-Center organisiert worden war, standen alle Saarländer, die seit 1963 in der Bundesliga gespielt hatten. Bei seinem Heimatverein in Limbach war Freiler nicht nur Spieler und Trainer, sondern von 2005 bis 2007 auch Vorsitzender.

## Statistik
| Liga          | Spiele (Tore) |
| ------------- | ------------- |
| 1. Bundesliga | 128 (30)      |
| 2. Bundesliga | 167 (48)      |